# 佛缘
佛缘，佛教用语，指某人和佛教中的人物有感性上的联系，似曾相识的感觉。这种联系可以是佛教中所认为的前世，也可以是今世。有佛教信仰的人认为：有佛缘的人一般都可以在人间受到佛、菩萨及其它佛教人物的爱护和关照。